# La notte dei pubblivori
La notte dei pubblivori (La Nuit des Publivores) è stato uno spettacolo nato in Francia nel 1981 ad opera di Jean Marie Boursicot, il più grande collezionista di spot pubblicitari televisivi e cinematografici di tutto il pianeta. Boursicot possiede l'unica cineteca al mondo che custodisce spot pubblicitari: si trovava a Parigi in boulevard Poissonnière, 5. Lo spettacolo ha cessato di esistere nel 2018.
Durante un'intera notte venivano proiettati gli spot più belli provenienti da tutto il mondo, siano essi recenti o di parecchi anni fa. In Italia è stato solitamente proiettato presso il cinema Orfeo di Milano.
L'edizione del 2007 è stata proiettata a Bologna, Firenze, Roma, Reggio Calabria e Bari.
L'edizione del 2008 a Milano si è svolta presso il Teatro degli Arcimboldi.
Inizialmente riproposto in televisione da Enrico Ghezzi durante gli anni 80, su Rai 3, è stato poi possibile vederlo in TV su Canale 5 dal 1996 al 1997 e dal 2001 al 2004 e su Italia 1 dal 1998 al 2000 e nel 2005 nella notte seguente il Galà della pubblicità.